# إليسا سانتوني
إليسا سانتوني (بالإيطالية: Elisa Santoni)‏ هي لاعبة جمباز إيقاعي إيطالية، ولدت في 10 ديسمبر 1987 في روما في إيطاليا.

## وصلات خارجية
- إليسا سانتوني على موقع الاتحاد الدولي للجمباز (licence) (الإنجليزية)
- إليسا سانتوني على موقع الاتحاد الدولي للجمباز (biography) (الإنجليزية)
- إليسا سانتوني على موقع اللجنة الأولمبية الدولية (الإنجليزية)
- إليسا سانتوني على موقع أوليمبيديا (الإنجليزية)
- إليسا سانتوني على موقع اللجنة الأولمبية الإيطالية (الإيطالية)
- إليسا سانتوني على موقع CONI honoured athlete website (الإيطالية)